# Stålmannen
Stålmannen (engelska: Superman) är en seriefigur publicerad första gången den 18 april 1938 av Jerry Siegel och Joe Shuster i den amerikanska serietidningen Action Comics. Tecknade serier med Stålmannen blev senare även utgiven som egen serietidning av DC Comics.
Stålmannen är en så kallad superhjälte med övernaturliga krafter. Figuren har också förekommit i många TV-serier och filmer. Stålmannen föddes på planeten Krypton och skickades till jorden av sin far just innan hans planet exploderade. På jorden växte han upp som en människa och antog alter egot Clark Kent, journalist, för att kunna leva ett normalt liv medan han hjälpte världen.

## Historik

### Produktionshistoria
Stålmannen skapades av Jerry Siegel och Joe Shuster, men inte som en hjälte, utan en skurk. Siegel och Shuster skapade en novell kallad The Reign of the Superman (Övermänniskans regeringstid) om en flintskallig brottsling med mål att dominera världen. Historien sålde dåligt, vilket tvingade upphovsmännen att göra om sin figur och flytta honom till den goda sidan. Den uppdaterade Stålmannen återfanns i Action Comics april 1938. Siegel och Shuster sålde rättigheterna till tidningen för 130 dollar år 1947.[källa behövs] När figurens popularitet fick dem att stämma tidningen för att få mer pengar blev de sparkade. Stålmannen har haft en ganska jämn popularitet under 1900-talet.
Eftersom serien har funnits i över 85 år har flera serier gjorts om mannen av stål, en radioserie, filmer, romaner, TV-serier, sånger och datorspel. Stålmannen har medverkat i ett stort antal äventyr som försatt honom i nästan varje tänkbar situation: Jorden och många andra planeter, nutid och många olika historiska eror, samt framtid. Genom sin långa historia har han mött nästan varje möjlig fara, hans krafter har varierat från supermänniska till allsmäktighet. Då Stålmannen blivit alltmer allsmäktig skapade detta en otrolig press på de författare och serieskapare som arbetade med figuren eftersom det ger ett nästan oöverstigligt hinder: "Hur skriver jag om en seriefigur som är nästan Gud?" Detta, blandat med flera andra anledningar, skapade en nedgång i Stålmannens popularitet, särskilt under slutet av 1960-talet och början av 1970-talet då DC Comics konkurrent Marvel Comics flyttade karaktärsfördjupningen till en helt ny nivå på superhjältarna i sina serier. Under det tidiga 1980-talet beslutade sig DC Comics för att en drastisk förändring behövdes för att återigen öka Stålmannens popularitet och göra honom mer tilltalande för dagens tidningsköpare. Detta resulterade i omskapandet av Stålmannen 1986 och ledde till stora förändringar i figurens personlighet, vissa mer populära än andra. Omskapandet av serien ledde även till att seriefiguren återigen alltmer blev ett av DC:s flaggskepp.
Sedan nya Stålmannen släpptes har DC introducerat flera drastiska förändringar i seriefiguren, vilket har ökat försäljningen, men även startat en debatt bland fans om huruvida förändringarna verkligen var nödvändiga. Två förändringar i serierna hade en längre effekt. Den första är "The Death of Superman" då Stålmannen dödas av en skurk vid namn Doomsday. Han återvänder från de döda för att slutligen besegra sin baneman, och hans död blev upphov till många nya seriefigurer och historier. 1996 gifte sig Stålmannen med Lois Lane och de tu hade ett lyckligt äktenskap under en lång tid. Sedan seriesviten The New 52 som började publiceras 2011 är dock Stålmannen återigen ogift.

### Stålmannens värld
Sagan om Stålmannens ursprung är en science fiction-version av hjältehistorien där huvudpersonen, exempelvis Gilgamesh, Mose och Kung Artur, räddas från att dö vid späd ålder genom att skickas bort.
Stålmannen föddes som Kal-El på planeten Krypton. Som spädbarn satte hans far, Jor-El, och hans mor, Lara, honom på ett rymdskepp, strax innan Krypton exploderade. Skeppet landade på jorden där Kal-El blev adopterad av en familj från Smallville, Kansas, och växte upp tills han vid vuxen ålder flyttade till Metropolis. I ursprungsserien (1940-1985) är Stålmannen den verkliga personen och Clark Kent den fasad han visar upp för världen. Som reporter på Daily Planet, en av Metropolis större tidningar, kan Stålmannen tidigt få vetskap om hotfulla händelseförlopp och hjälpa mänskligheten på allra bästa sätt. Kent jobbar där med Lois Lane som Kent är förälskad i. Han får inget gensvar eftersom Lane är förälskad i Stålmannen.
Under årtionden avbildades Clark Kents klädombyte till Stålmannen i telefonkiosker.
1986, efter Crisis on Infinite Earths-serierna, anlitade DC Comics skribent/artisten John Byrne för att återskapa Stålmannenfiguren från grunden. Nu skapades Stålmannen liksom alla kryptonier från in vitro-fertilisering på Krypton. När han fortfarande var ett foster stoppade hans far ner honom i rymdskeppet och skickade iväg det. När skeppet slutligen landade i Smallville hade fostret blivit ett fullt utvecklat spädbarn. Han blev adopterad av Martha och Jonathan Kent och växte upp som människa. Med tiden började Clarks krafter utvecklas. Först började hans osårbarhet utvecklas och sist möjligheten att flyga - sent i tonåren. Efter att han lämnade Smallville reste han runt i världen för att slutligen flytta till Metropolis där han anlitades som reporter för Daily Planet. Hans adoptivföräldrar är båda fortfarande vid liv när han är vuxen och besöks ofta av Clark när han är i svårigheter.
I serien efter 1986 är Clark Kent den riktiga personen och Stålmannen är den hemliga identiteten som han använder för att undvika att hans fiender skadar hans familj eller vänner. Lois Lane har dock samma roll: hon är Clarks förälskelse som är förälskad i Stålmannen. I denna serie säger Clark till slut att han är Stålmannen, vilket riskerar att bryta upp deras förhållande, men de gifter sig till slut.
Sedan Crisis on Infinite Earths har dock handlingen skrivits om igen några gånger. Detta skedde till exempel i Infinite Crisis, då Stålmannens ursprung och krafter återigen ändrades. De största förändringarna sedan Crisis on Infinite Earths skedde 2011, då man började publicera The New 52. Han liknar numera mer sin tidigare version. Bland annat är Clark Kent inte längre gift med Lois Lane, hans adoptivföräldrar är återigen döda, och dessutom har hans främmande natur betonats mer och hur det isolerar honom från mänskligheten. Numera är dessutom, beroende vem som skriver serien, antingen Clark Kent den "riktiga" personen och Stålmannen är fasaden, eller så är båda personerna lika giltiga och naturliga aspekter av hans personlighet.
Det svenska namnet togs från undertiteln "the Man of Steel" - "Mannen av stål" - "Stålmannen" - bland annat för att kunna ha kvar symbolen med ett S på hans kostym. Originaltiteln "Superman" betyder "övermänniska". Då seriefiguren debuterade i Sverige 1940, i tidningen Teknik för alla, kallades den även Övermänniskan.[källa behövs]

## Figurgalleri

### Hjältar och civila

#### Lois Lane
Lois Lane är en journalist på Daily Planet och Stålmannens främsta kärleksintresse. 1938 publicerades det första numret av Action Comics, den serietidning där Stålmannen först figurerar. I samma nummer medverkar också reportern Lois Lane. Efter att ha nobbat Clark Kent, hamnar Lane i fara, ur vilken Stålmannen räddar henne. Det skulle komma att bli ett återkommande tema i deras relation, och även om paret är känt för sin kärlekshistoria, där Lane försöker avslöja att Stålmannen är samma person som Clark Kent, har Lanes förmåga att hamna i farliga situationer och bli räddad av Stålmannen blivit omtalad. Andra menar dock att Lois Lane är en självständig rollfigur, med goda skäl.
Lane byggde på rollfiguren Torchy Blane, den tuffa reporten som det gjordes nio B-filmer om mellan 1937 och 1939. Serien byggde på en serie kiosklitteraturnoveller om den manlige reportern Kennedy av Frederick Nebel, och som kämpade för att få mer information från polisen MacBride. I filmversionerna fick Kennedy bli kvinna, medan MacBride blev hennes kärleksintresse. Reporter var ett av de få yrken under 1930-talet där kvinnor i USA kunde anses lika självständiga och intelligenta som män, och Blane, som spelades av Glenda Farrell i filmerna, förkroppsligade det välsmorda munlädret och den höga självkänslan förtjänstfullt, och fick möta de fördomar som fanns vid tiden, vilket gjorde att rollfiguren fick än vidare berömmelse.

#### Övriga
- Jimmy Olsen: Fotograf på Daily Planet och nära vän till Stålmannen.
- Perry White: Chefredaktör på Daily Planet.
- Lana Lang: TV-reporter som är besatt av att avslöja Clark Kent som Stålmannen. Precis som Clark är hon uppvuxen i Smallville. Hon har även varit Stålmannens kärleksintresse.
- Pete Ross: Barndomsvän till Clark Kent i Smallville som så småningom gifter sig med Lana Lang.
- Stålflickan: Kvinnlig superhjälte och Stålmannens kusin från Krypton.
- Jonathan och Martha Kent: Clarks adoptivföräldrar på jorden. Enligt ursprungsberättelsen dör de när Stålmannen blir vuxen.
- Jor-El och Lara Lor-Van: Stålmannens biologiska föräldrar som omkom vid Kryptons undergång.
- Sul-Van: Far till Lara och biologisk morfar till Stålmannen. Liksom Jor-El och Lara dog han när Krypton gick under.

### Superskurkar
- Lex Luthor: Främst känd som Stålmannens ärkefiende. Före Crisis on Infinite Earths var Lex en kriminell forskare med en vendetta mot Stålmannen. Detta ändras dock till den mer kända ägaren av ett megaföretag, LuthorCorp.
- Brainiac: Före Crisis on Infinite Earths var denna figur en utomjordisk android med mål att ta över jorden och döda Stålmannen. Detta ändras senare till en utomjordisk, organisk entitet med samma ambitioner.
- Morgan Edge: kriminellt överhuvud i Metropolis.
- Mr. Mxyzptlk: En återkommande besökare från den femte dimensionen. Han är egentligen inte ond, men han älskar att använda sina magiska krafter till practical jokes. Särskilt eftersom Stålmannen då blir tvungen att rycka ut och rädda folk ur diverse absurda situationer. Själva magin i sig kan dock inte ens Stålmannen rå på. För att bli av med Mxyzptlk måste Stålmannen lura honom att säga sitt namn baklänges (Kltpzyxm). Då försvinner han tillbaka till sin egen dimension och kan inte återkomma till Stålmannens värld på 90 dagar.
- Parasite: Person med superstyrkor och, mer specifikt, kraften att absorbera andras krafter, styrkor och minnen. Försöker naturligtvis att ta över Stålmannens krafter.
- Bizarro: Starkt felaktig kopia av Stålmannen som försöker emulera originalet, vilket mestadels orsakar förstörelse.
- Metallo: Kriminell cyborg som föredrar att använda kryptonit till bränsle. Detta gör honom till ett hot mot Stålmannen.
- Darkseid: En av de mäktigaste superskurkarna i DC Universe.
- Doomsday: Ett sinneslöst monster, skapat för hundratals tusen år sedan på Krypton. I stort sett osårbar, och enormt kraftfull. I praktiken odödlig, då Doomsday regenererar och inte kan dödas på samma sätt två gånger. Dödade (och dödades av) Stålmannen i ett kataklysmisk strid i Metropolis.
- Toyman: Även känd under det svenska namnet Leksaksmannen. Använder leksaker som vapen. Många av dessa leksaker är farliga även för Stålmannen.
- General Zod: (fullt namn Dru-Zod) var vän till Stålmannens (Kal-Els) far Jor-El. General Zod var en av de som var med och förstörde Krypton. Han kommer ofta tillbaka för att göra det samma med jorden, och för att döda Stålmannen.

### Övriga figurer i serien
I Metropolis har Stålmannen en nära relation med polismyndigheten - särskilt Special Crimes Unit (SCU), som arbetar med hot från superskurkar och leds av kapten Margaret Sawyer.
Det finns även andra superfigurer i serien. Till exempel har det funnits flera Stålpojkar. Den första introducerades 1944 och kan sammanfattas som "Stålmannen som pojke". Denna Stålpojke finns inte längre eftersom Clark Kent inte blev superhjälte förrän han blivit vuxen. Däremot finns det sedan 1993 en Stålpojke som är en klon av Stålmannen.
Ibland har Stålmannen en hund, Krypto, med samma krafter som sin husse. Före Crisis on Infinite Earths var Krypto Kal-Els husdjur på Krypton, som av misstag blev skickad till jorden i en testkörning. Krypto har alla fysiska fördelar som kryptonier har under gula solar samt intelligensen hos ett mänskligt barn. Efter John Byrnes omstrukturering av Stålmannen 1986 försvinner dock Krypto, för att återintroduceras senare i ett äventyr där Stålmannen är på en falsk Krypton. Denna gång har däremot hunden den intelligens alla väntar sig från hunddjur, men kraften är lika stark. Detta gör Krypto mycket farlig och han hålls oftast inne i Stålmannens fort.

## Stålmannens egenskaper

### Krafter

Stålmannens symbol som han bär på bröstet.

Stålmannen marknadsfördes under 1940-talet med att han var "snabbare än en gevärskula, starkare än ett lokomotiv och med styrkan att hoppa över höghus i ett enda svep". En mer detaljerad översikt av krafterna ser ut så här:
- Superstyrka. Stålmannen kan lyfta flygplan, supertankers och byggnader. Ingen vet hur stark Stålmannen är, men han har varit så stark att kan han lyfta planeter om han absorberar så mycket solljus så möjligt.
- Förmågan att flyga.
- Viss osårbarhet. På 40-talet kunde artillerield skada honom, men inte döda honom. Under 70-talet kunde han flyga genom stjärnor och med lätthet klara sig igenom en kärnvapenexplosion. I dag är Stålmannen fortfarande extremt kraftig och kan klara av dussintals artillerieldar, lasrar och bomber, men skulle dödas om han flög in i en stjärna eller var nära centrum av en kärnvapenexplosion. Dessutom gör hans kraftiga immunsystem honom immun mot de flesta gifter och sjukdomar.
- Synrelaterade krafter (kallas vanligen Supersyn)
  - Röntgensyn: Förmågan att se genom nästan vilken substans som helst, förutom bly. Stålmannen kan se genom väggar, men inte genom människor på andra sidan.
  - Teleskopsyn: Förmågan att se saker på mycket långa avstånd (varierar från några mil till universums utkant beroende på kontinuitet).
  - Stålmannen kan se hela det elektromagnetiska spektrumet om han så önskar, vilket inkluderar infrarött och ultraviolett och detta ger honom möjlighet att se i mörker.
  - Mikroskopsyn: Möjligheten att se extremt små objekt.
  - Värmesyn: Möjligheten att skicka värme till allt han kan se, som en laser. Strålarna är vanligtvis osynliga för vanliga människor, så att han kan vara diskret då det krävs.
- Superhörsel: Möjligheten att höra vilket ljud som helst, utan några begränsningar på volym eller gällhet.
- Superlungor: Möjligheten att skapa orkanvindar genom att blåsa med lungorna. Han kan även frysa ner objekt med andedräkten.
- Superhastighet: Möjlighet att röra sig med mycket hög hastighet, nästan lika snabbt som Flash. Detta inkluderar att springa och att flyga. Stålmannen flyger snabbare än han springer, i nära ljusets hastighet.

Under 40- och 50-talet var krafterna mer begränsade. De växte till gudomslika proportioner under 60-, 70- och tidiga 80-talet. Vid höjden av sin kraft kunde han färdas miljoner ljusår genom universum på kort tid. Så kunde han också oskadd dyka in i stjärnor och med lätthet färdas i tiden genom att färdas snabbare än ljuset. Han kunde flytta planeter och lyfta vilken vikt som helst.
När han gjordes om 1986 blev hans krafter reducerade till en mindre orimlig nivå, vilket kan göra hans äventyr mer spännande. Dock är han fortfarande en av de kraftfullaste av alla superhjältar. Han kan inte längre flyga snabbare än ljuset och skulle kunna dö om han blev träffad av ett kärnvapen. Han har överlevt enorma kärnvapenexplosioner på nära håll, men det har skadat honom allvarligt. Detta ses som den övre gränsen för Stålmannens superförmågor.
Stålmannens krafter har dock ökat de senaste årtiondena. Sen han kommit tillbaka till livet kan nu Stålmannen överleva kärnvapenexplosioner och har överlevt att åka in i solen, vilket faktiskt ökade hans krafter under en kort period. Stålmannens styrka är återigen högre och han kan flytta mycket tyngre vikter än vad han kunde förut.
Det har spekulerats i att hans krafter främst begränsas av Kal-Els eget psyke, då han belagt sig själv med mentala spärrar för att inte skada människor. Det bekräftas i ett samtal med Kara Zor-El, dåvarande Stålflickan.[källa behövs]

### Svagheter

#### Kryptonit
Kvarlevorna av den sprängda planeten Krypton spred sig runt universum som en grön kristallisk eller metallisk substans känd som kryptonit. Kryptoniten är skadlig för Stålmannen eftersom ämnets strålning tar bort hans övermänskliga krafter. Det har förekommit ett antal olika varianter av kryptonit under åren, sporadisk intryckta då de krävdes för att avancera historien och, efter detta, bortglömda. I återskapelsen 1986 försvann dessa helt.
- Grön - försvagar och dödar eventuellt Stålmannen.
- Röd - varierande effekter till exempel ond, tvilling, skallig, jätte, kraftlös och så vidare. Effekten varar i 48 timmar.
- Guld - han förlorar sina krafter (permanent).
- Blå - skadar Bizarro (en klon av Stålmannen) / nollställer Stålmannens krafter i Smallville-serien.
- Silver - gör kryptonier paranoida i Smallville-serien.
- Svart - delar personligheten på kryptonier i 2 delar, ond och god.
- Orange/Radon - ger superkrafter till djur under 24 timmar.
- Vit - dödar blommor och plantor (växtliv).
- Rosa - Var endast med i en serietidning (Supergirl #79). Påverkar kryptoniers sexualitet.
- Antikryptonit - skadar icke kryptonier på samma sätt som grön kryptonit skadar Stålmannen.

Grön kryptonit visar sig eventuellt även vara dödlig för vanliga människor, men bara om de har exponerats av det under en längre tid. Detta framgår när Lex Luthor diagnostiseras med blodcancer efter att ha burit ett stycke grön kryptonit på en ring under ett flertal månader för att använda det mot Stålmannen.

#### Magi
Magi är den andra företeelse som Stålmannen är känslig för. Vid flera tillfällen blir Stålmannen förvandlad, eller hypnotiserad, av illusionister eller voodoo-utövare. Främst av dessa är Mr Mxyzptlk.

#### Olika sorters solstrålning
Stålmannen får sina krafter från vår sols strålning, som skiljer sig från den strålning som Kryptons stjärna sänder ut. Jordens gula sol ger honom krafter han inte skulle ha haft under Kryptons röda sol. Många historier handlar om hur Stålmannens fiender utsätter honom för syntetisk strålning lik den från röda solar för att neutralisera hans krafter.
Jämför akilleshäl.

### Utrustning
Stålmannens dräkt innan Crisis on Infinite Earths var gjord av filtar som följde med hans rymdskepp från Krypton. Eftersom de kom från Krypton var även de superslitstarka. Dräkten blev sällan skadad och skyddade även andra som hade den på sig - som en rustning. När Stålmannen flög brukade han svepa in eventuella passagerare i sin mantel för att skydda dem mot luftfriktion. Dessutom var Kents ursprungliga glasögon gjorda av två små glasbitar från rymdskeppet, vilket betydde att han kunde använda sin värmesyn genom dem utan att smälta glaset. När han hade staden Kandor i sin ägo byttes dessa ut mot produkter från professionella vävare och glasmästare från staden. Produkterna hade samma motståndskraft som allt från Krypton. Efter Crisis on Infinite Earths hade inte Stålmannen dessa material, utan istället en tunn aura kring sin kropp som skyddade allt som var tillräckligt nära honom. För att använda värmesynen blev Kent däremot tvungen att lyfta upp sina glasögon. Efter The New 52 har dock hans dräkt förändrats så att den är gjord av ett hårdare material, och han bär nu en sorts rustning.
Stålmannen har även annat till hjälp i sin kamp:
- Avskildhetsfortet/Nordpolsfästningen/Ensamhetens fästning (Fortress of Solitude i original) är en stor fästning i Arktis (gamla versionen) eller Antarktis (nya versionen). Ett ställe där Stålmannen kan slappna av. Före Crisis on Infinite Earths hade fortet laboratorier, ett zoo för utomjordiska djur, ett monument över Krypton, ett troférum samt ett gym med specialutrustning anpassat för hans supermuskler. Han hade också hyllningsrum för sina nära vänner där han hade speciella gåvor förberedda ifall Stålmannen avled. I fortets fanns också flaskstaden Kandor, en kryptonsk stad som krympts och stulits av Brainiac innan planeten förstördes. I åratal arbetade han med att få staden till normal storlek igen och besökte ibland staden genom att tillfälligt krympa sig till dess storlek. Dessutom finns där en robot med artificiell intelligens.
- Stålmannenrobotar – Kunde härma honom och hans närmaste kompanjoner tillräckligt bra för att till och med lura nära vänner. Han tvingades dock göra sig av med robotarna när luftföroreningar började störa ut deras funktioner.
- Blydräkter hade Stålmannen förr som skydd mot kryptonit.
- Supermobilen var ett fordon som Stålmannen använde när hans krafter försvann eller då han behövde starkare skydd. Supermobilen kunde flyga och hade kraftfulla armar för att hantera objekt utanför skeppet. Den kunde ersätta de flesta, alternativt alla, av hans superförmågor. För hans supersyn fanns en speciell kikare inbyggd.

Efter Crisis on Infinite Earths hade han också en arsenal av utrustning, vapen och fordon av kryptonsk design, vilket inkluderar en stor människoliknande robot han kunde sitta i.

### Personlighet
Från början var Stålmannens personlighet mycket grov. Ett exempel är i en tidig historia då Stålmannen, efter att ha hört att regeringen inte skulle rusta upp ett slumdistrikt om ingen katastrof skulle inträffa, går bärsärkagång genom distriktet. När superhjältehistorier började rikta in sig mer mot barn fick Stålmannen sin välkända scoutpersonlighet.
Stålmannen har blivit porträtterad som en varelse som skulle offra sitt liv eller sina krafter för mänsklighetens bästa. Han anstränger sig med glädje för att rädda en katt som sitter fast i ett träd eller medverka i välgörenhet. Han arbetar gärna bakom kulisserna så att andra får ta berömmet för hans superdåd. Han är ödmjuk, vilket ofta förvirrar hans fiender som inte kan förstå varför en varelse med hans krafter skulle använda livet till att göra gott.
Senare författare har försökt att göra Stålmannens karaktär djupare och ge en förklaring till varför han är så god. Den nya grundidén är att Stålmannen har ett tyngt samvete när det gäller hur han använder sina krafter. Han är rädd för frestelsen att missbruka sina krafter och därigenom förfalla till att bli ett monster eller en despot. Han försöker därför hjälpa de legitima auktoriteterna runt sig, vilket får honom att känna att han kan lägga band på sitt handlande. Hans scoutpersonlighet är ett ytterligare lager självbehärskning för att hjälpa honom att hålla kontrollen. En fortsatt motivation för hans karriär som reporter, förutom att han har privilegierad tillgång till nyheter, är att han lever på ett arbete där han anser att han inte har något orättvist försprång genom sina fysiska attribut.
Stålmannens personlighet har ofta blivit gjord till åtlöje och parodierad, särskilt under de år av seriehistorien då mörkare serier dominerat marknaden.[källa behövs]

## Tolkningar i övriga medier
Stålmannenfiguren har vid flera tillfällen hoppat över till radio, TV och filmer. Några av de skådespelare som spelat Stålmannen är George Reeves, Christopher Reeve, Dean Cain, Tom Welling, Brandon Routh och Henry Cavill. Även Jon Skolmen har spelat Stålmannen, även om det var i en parodierad version i filmen SOS – en segelsällskapsresa.

### Spelfilmer
- 1948: Superman – cliffhanger med Kirk Alyn och Noel Neill.
- 1950: Atom Man vs. Superman – cliffhanger med Kirk Alyn and Noel Neill.
- 1951: Superman And The Mole Men – film med George Reeves och Phyllis Coates.
- 1978: Superman – The Movie – film med Christopher Reeve, Marlon Brando och Gene Hackman.
- 1980: Stålmannen II – film med Christopher Reeve.
- 1983: Stålmannen går på en krypto-nit – film med Christopher Reeve.
- 1984: Supergirl – spinoff-film med Helen Slater.
- 1987: Stålmannen 4: Kampen för freden – film med Christopher Reeve.
- 2006: Superman Returns – film med Brandon Routh som Stålmannen.

#### DC Extended Universe
Henry Cavill spelar Stålmannen i det gemensamma filmuniversumet DC Extended Universe.
- 2013: Man of Steel – En reboot av filmserien som återberättar Stålmannens ursprungshistoria där han måste rädda världen från den onde generalen Zod. Den visar i en ny tappning hur Clark Kent gick från en bondpojke i Smallville till en superhjälte i Metropolis.
- 2016: Batman v Superman: Dawn of Justice – Utspelar sig en tid efter händelserna i Man of Steel där han måste konfrontera Gothams egen superhjälte Batman som har manipulerats av den onde Lex Luthor. Det här är första gången som Stålmannen och Batman medverkar i samma film.
- 2017: Justice League – En film som etablerar superhjältegruppen Justice League.

### Animerade filmer
- 1941–43: Stålmannen - en animerad filmserie på 17 kortfilmer, producerad av animationsstudiorna Fleischer Studios och Famous Studios för Paramount Pictures.
- 2006: Superman: Brainiac Attacks - animerad film - efterföljare till serien från 1996-2000.
- 2007: Superman: Doomsday – animerad film med Adam Baldwin - baserad på serien The Death of Superman.
- 2011: All-Star Superman – animerad film med James Denton - baserad på serien med samma namn.
- 2012: Superman vs. The Elite – animerad film med George Newbern - baserad på serien What's So Funny About Truth, Justice & the American Way?.
- 2013: Superman: Unbound – animerad film med Matt Bomer - baserad på serien Superman: Brainiac.
- 2018: The Death of Superman – animerad film med Jerry O'Connell - ännu en film baserad på serien The Death of Superman.
- 2019: Reign of the Supermen – animerad film med Jerry O'Connell - uppföljare till filmen The Death of Superman.
- 2020: Superman: Red Son – animerad film med Jason Isaacs - baserad på serien Stålmannen: Röd Son.
- 2020: Superman: Man of Tomorrow – animerad film med Darren Criss.
- 2022: Batman and Superman: Battle of the Super Sons – animerad film med Travis Willingham.

### TV-serier
- 1952–58: Adventures of Superman – TV-serie, med George Reeves i huvudrollen.
- 1966–69: Stålmannen – animerad TV-serie producerad av Filmation Associates
- 1988–92: Superboy – TV-serie med John Haymes Newton (1988–89) och Gerard Christopher (1989–92).
- 1993–97: Lois & Clark – TV-serie med Teri Hatcher och Dean Cain.
- 1996–2000: Stålmannen – animerad TV-serie med Tim Daly.
- 2001–06: Justice League och Justice League Unlimited – animerade TV-serier med George Newbern.
- 2001–11: Smallville – TV-serie med Tom Welling.
- 2021-: Superman & Lois - TV-serie med Tyler Hoechlin.

### Radio
- 1940–51: Superman – radioserie med Bud Collyer.

### Musikal
- 1966: It's a bird...It's a plane...It's Superman – en Broadway-musikalkomedi med text av Lee Adams och musik från Charles Strouse börjar gå.

### Datorspel
- 1994: The Death and Return of Superman - datorspel baserat på serien The Death of Superman.
- 2002: Superman: Shadow of Apokolips - datorspel baserat på den animerade serien Stålmannen.

### Åkattraktioner
- Superman Escape, på tivolit Warner Bros. Movie World i Australien

## Influenser och i kulturen

### Kulturella influenser
Både Stålmannens (i det här fallet Superman) namn och grunden till figuren har oriktigt kopplats till Übermensch-konceptet utvecklat av filosofen Friedrich Nietzsche. Oriktigt därför att Nietzsches övermänniska föregår Stålmannen med bortåt sextio år.
DC Comics har upphovsrätt på många variationer av super-temat, såsom Superdog, Supergal för att undvika parodisering och produktkonfusion. Trots detta har många imitationer och parodier på Stålmannen uppkommit med åren. En av de första Stålmannenimitationerna är Fawcett Comics Captain Marvel, vilket ledde till domstol. Flera parodier på Stålmannen finns att tillgå: Stål-Långben, Stål-Kalle, Mighty Mouse, med flera.
Under 1990-talet skapade tecknaren och författaren Rob Liefeld en Stålmannenpastisch för en egen serie kallad Supreme. Serien sålde medelbra från början, men försäljningen sjönk, ända till serien vid nummer 41 togs över av manusförfattaren Alan Moore. Moore skrev 15 nummer av Supreme, som kan ses som en hyllning till Stålmannen innan omstruktureringen 1986.
En av de få figurer med mycket inspiration tagen från Stålmannen som DC Comics inte tagit till juridiska åtgärder mot är Hyperion från Marvel Comics superhjältelag Squadron Supreme. Squadron Supreme skapades av författare på Marvel för att tillåta dem att göra inofficiella strider mellan Justice League och Avengers. Hyperion är deras version av Stålmannen, the Whizzer är Flash, etc.
Stålmannen tros ha varit delvis inspirerad av Philip Wylies science fiction-roman från 1930 kallad Gladiator. Den handlar om en man vars övermänskliga styrka inspirerar honom till att hjälpa den mänskliga rasen, men istället blir hatad av mänskligheten för de krafter han äger. Andra källor som brukar ses som inspiration till Stålmannen är Doc Savage och The Shadow.

### Stålmannen i populärkulturen
Stålmannen har varit ett populärt tema för sångtexter. Vissa artister, såsom Our Lady Peace och Five for Fighting, har valt att porträttera figuren som en ensam person tyngd av ansvaret för andra människor. Andra artister, såsom The Kinks, fokuserar på försöken vanliga människor gör för att emulera figuren Stålmannen. Några exempel:
- "O Superman (for Massenet)", sång av Laurie Anderson på dennes album Big Science från 1982.
- "Superman", singel av Eminem från albumet The Eminem Show.
- "Superman", populär singel från bandet Five for Fighting. Sången, mer känd som "It's Not Easy To Be Me", är tydligt framförd ur Stålmannens synpunkt, även om hans namn aldrig nämns.
- "Kryptonite" av 3 Doors Down, Stålmannen nämns specifikt i texten - If I go crazy, then will you still call me Superman?
- "Superman", sång av The Clique från 1969, återinspelad av R.E.M. 1986.
- "Superman's Song", singel av Crash Test Dummies. Låten jämför Stålmannen med Tarzan.
- "Land of Confusion", låt av Genesis. Nämner Stålmannen i textraden Ooh, Superman, where are you now when everythings going wrong somehow? The men of steel, the men of power are losing control by the hour.
- "Superman", låt av Miguel Bosé från 1979.
- "Superman", låt av gruppen Ottawan.
- "Sunshine Superman", låt av Donovan från dennes album med samma namn från 1966.
- "Superman", låt av The Kinks på albumet One For The Road från 1980.
- "Superman", låt av Goldfinger från 1998.
- "Waitin' for a Superman", låt av The Flaming Lips från det kritikerrosade albumet The Soft Bulletin från 1999.
- "Superman", låt av Lazlo Bane, mest känd som introsången till komediserien Scrubs.
- "Jimmy Olsen's Blues", låt av Spin Doctors. Lois Lane, Kryptonit, Jimmy Olsen och andra saker från Stålmannen nämns flera gånger.
- "Superman" låt av Reggae-artisten Tarrus Riley på albumet Contagious från 2009.

## Ytterligare läsning
Nedan listas några serieberättelser med Stålmannen som har blivit väl mottagna och givits ut flera gånger.
- A Superman for All Seasons - skriven av Jeph Loeb, illustrerad av Tim Sale. Skriven ett år före Smallville berättar den här boken sagan om Stålmannen som ung i ett tidlöst, rockwelliskt Amerika från en konfunderad gosse till en metropolit med superkrafter.

- Kingdom Come - skriven av Mark Waid, illustrerad av Alex Ross. Det här är en berättelse om Stålmannen i framtiden. Stålmannen har gått i pension, tillsammans med många av de andra hjältarna från DC-universumet, och därigenom banat väg för en ny årgång superhjältar, vilka är omdömeslösa och moraliskt handikappade.

- The Death of Superman / World Without a Superman / The Return of Superman - skrivna och illustrerade av flera kreatörer, mestadels Dan Jurgens. Sagan om Stålmannens död och reaktionerna på detta.

- Stålmannen: Röd Son - skriven av Mark Millar. En saga baserad på premissen "Tänk om Stålmannen vuxit upp i Sovjetunionen?". Istället för att slåss för den amerikanska livsstilen har Stålmannen en djupt rotad tro på arbetarrätt och strävan mot global jämlikhet och förespråkar kommunism runt världen.